# Hymenoclea (dier)
Hymenoclea is een geslacht van vlinders uit de familie wespvlinders (Sesiidae), onderfamilie Sesiinae.
Hymenoclea is voor het eerst wetenschappelijk beschreven door Engelhardt in 1946. De typesoort is Sesia palmii.

## Soort
Hymenoclea omvat de volgende soort:
- Hymenoclea palmii (Beutenmüller, 1902)